# Cyclostrema bibi
Cyclostrema bibi is een slakkensoort uit de familie van de Liotiidae. De wetenschappelijke naam van de soort is voor het eerst geldig gepubliceerd in 2007 door Espinosa, Ortea & Fernandez-Garcés.